# Religion in Belgien
Belgien ist historisch gesehen stark durch den Katholizismus geprägt; einst bildete ein Gebiet, das grob mit dem heutigen Staatsgebiet übereinstimmt, die „katholischen Niederlande“. In den letzten Jahrzehnten ist allerdings die Bedeutung der katholischen Kirche wie der Religion im Allgemeinen stark zurückgegangen. Laut einer Umfrage von 2006 der belgischen Wochenzeitschrift „Le Vif/L’Express“ erklärte sich die Mehrheit der belgischen Bevölkerung als Atheisten, Agnostiker oder nicht gläubig. Für diesen Anteil der Bevölkerung sind die Beziehungen mit der Familie und Freunden und die Suche nach Selbstverwirklichung wichtig.
Teilweise gehören die Einwohner Belgiens einer Konfession oder Weltanschauung an, darunter die römisch-katholischen Kirche. Dies hängt zum einen mit der erwähnten historischen Prägung Belgiens zusammen. Zum anderen hat es auch damit zu tun, dass in Belgien das Bekenntnis zu einer Religionsgemeinschaft nicht mit einer zusätzlichen Steuer wie der Kirchensteuer einhergeht, sondern die Religionsgemeinschaften einschließlich der atheistischen Freigeistigen Weltanschauungsgemeinschaft aus dem allgemeinen Staatshaushalt finanziert werden.

## Religion und Staat

### Geschichte
Im frühen 19. Jahrhundert hatte sich die liberale und katholische belgische Bourgeoisie gegen den Autoritarismus Wilhelms von Oranien in der Union des oppositions (1828, dt. etwa „Vereinigung der Opposition“) geeint.
Diese Vereinigung der Opposition schloss eine Übereinkunft über das Verhältnis von Kirche und Staat, deren Prinzipien Félicité de Lamennais in Frankreich aufgestellt hatte. Die Prinzipien Félicité de Lamennais' wurden nur in Belgien angewandt: Der Staat erkennt keine Religion als offiziell an, sondern erkennt alle Religionen im Rahmen eines pluralistischen Laizismus.
So gibt es zum Beispiel keine Konkordate zwischen Belgien und dem Heiligen Stuhl. In der belgischen Verfassung von 1830 kommt das Wort Gott nicht vor, obschon das Land zu mehr als 90 % katholisch und der Klerus sehr einflussreich war.
1830 wurden diese Prinzipien durch Rom nicht kritisiert, obschon sie der offiziellen Doktrin entgegengesetzt waren. Sie ließen eine politische Übereinkunft zwischen den Freidenkern und Katholiken zu, die man Unionisme genannt hat. Die Devise Belgiens Einigkeit macht stark (französisch L’union fait la force – niederländisch Eendracht maakt macht) wurde 1828 durch die Liberalen und die Katholiken im Geiste der Toleranz, des Pluralismus und der Säkularisierung angenommen.
Die großen Linien der Prinzipien Lamennais haben die Verhältnisse zwischen Staat und Religion lange geprägt. Die Katholiken haben ihren Einfluss über diverse Organisationen (Gewerkschaften, politische Parteien, Schulen etc.) im Rahmen des Liberalismus und der Demokratie ausgebaut, ganz im Sinne Lamennais.
Mit der Entkirchlichung und der Anerkennung anderer Religionen, wie dem Judentum, der protestantischen und anglikanischen Kirche, hat sich die Situation jedoch seitdem stark verändert.

### Gegenwart
Heute können Kulte in Belgien eine offizielle Anerkennung bekommen, wenn sie bestimmten Kriterien gerecht werden. Die Kriterien der Anerkennung sind die folgenden:
- eine große Anzahl Anhänger haben
- über ein repräsentatives Organ verfügen, um die Verhältnisse mit der Obrigkeit zu verwalten
- seit mehreren Jahrzehnten im Land gefestigt sein
- einen sozialen Nutzen haben
- keine der sozialen Ordnung entgegengesetzte Aktivitäten entwickeln

Die Anerkennungsgesuche werden durch den Justizminister untersucht. Am 26. August 2005 hat die Syrisch-Orthodoxe Kirche von Antiochien ein solches Gesuch eingereicht. Die Vereinigung der Belgischen Buddhisten hat ebenfalls Kontakte mit dem Justizminister aufgenommen.

### Anerkannte Kulte
| Bezeichnung                                                    | Anteil an der Gesamtbevölkerung | Repräsentatives Organ                                                                                                | Anerkannt seit | Webpräsenz |
| -------------------------------------------------------------- | ------------------------------- | --- | -------------- | ---------- |
| römisch-katholische Kirche                                     | 38 %                            | Erzbistum Mecheln-Brüssel und Suffraganbistümer                                                                      | 8. April 1802  | [ 5 ]      |
| Islam                                                          | 350.000–420.000                 | Executieve van de Moslims van België Exécutif des musulmans de Belgique                                              | 19. Juli 1974  | [ 6 ]      |
| Protestantische Kirche                                         | 100.000–250.000                 | Administratieve Raad van de Protestants-Evangelische Eredienst Conseil Administratif du Culte Protestant-Évangélique | 2003           | [ 7 ]      |
| Orthodoxe Kirche (Ökumenisches Patriarchat von Konstantinopel) | 40.000–70.000                   | Métropole orthodoxe grecque de Belgique                                                                              | 17. April 1985 | [ 8 ]      |
| Judentum                                                       | 12.000–40.000                   | Consistoire Central Israélite de Belgique Centraal Israëlitisch Consistorie                                          | 17. März 1808  | [ 9 ]      |
| Anglikanische Kirche                                           | 21.000                          | Comité central du culte anglican Centraal Comité van de Anglicaanse Eredienst                                        | 4. März 1870   | [ 10 ]     |

#### Anerkannte Weltanschauungsgemeinschaft
| Bezeichnung                              | Anteil an der Gesamtbevölkerung | Repräsentatives Organ                                           | Anerkannt seit | Webpräsenz |
| ---------------------------------------- | ------------------------------- | --------------------------------------------------------------- | -------------- | ---------- |
| Freigeistige Weltanschauungsgemeinschaft | 28–48 %                         | Conseil central laïque (CCL) Centrale Vrijzinnige Raad (C.V.R.) | 5. Mai 1993    | [ 11 ]     |

Belgien subventioniert die anerkannten Kulte auf belgischem Hoheitsgebiet. Diese Besonderheit ist in Artikel 181 der belgischen Verfassung festgehalten:
Artikel 181 § 1 – „Die Gehälter und Pensionen der Diener der Kulte gehen zulasten des Staates …“
Belgien gab 2003 annähernd 580 Millionen Euro für Kulte aus:
- Römisch-katholische Kirche: 458,62 Millionen Euro
- Vereinigung der Freidenker: 75,36 Millionen Euro
- Islam: 20,33 Millionen Euro
- Protestantische Kirche: 18,80 Millionen Euro
- Judentum: 3,21 Millionen Euro
- Orthodoxe Kirche: 2,36 Millionen Euro
- Anglikanische Kirche: 0,46 Millionen Euro

Provinzen und Gemeinden sind außerdem verpflichtet, Pfarrern und Bischöfen Wohnungen zur Verfügung zu stellen.
Die Subventionierung der anerkannten Weltanschauungsgemeinschaft beruht auf Artikel 181 § 2 der Verfassung.

## Christentum

### Römisch-katholische Kirche
(Siehe auch Hauptartikel Katholische Kirche in Belgien)

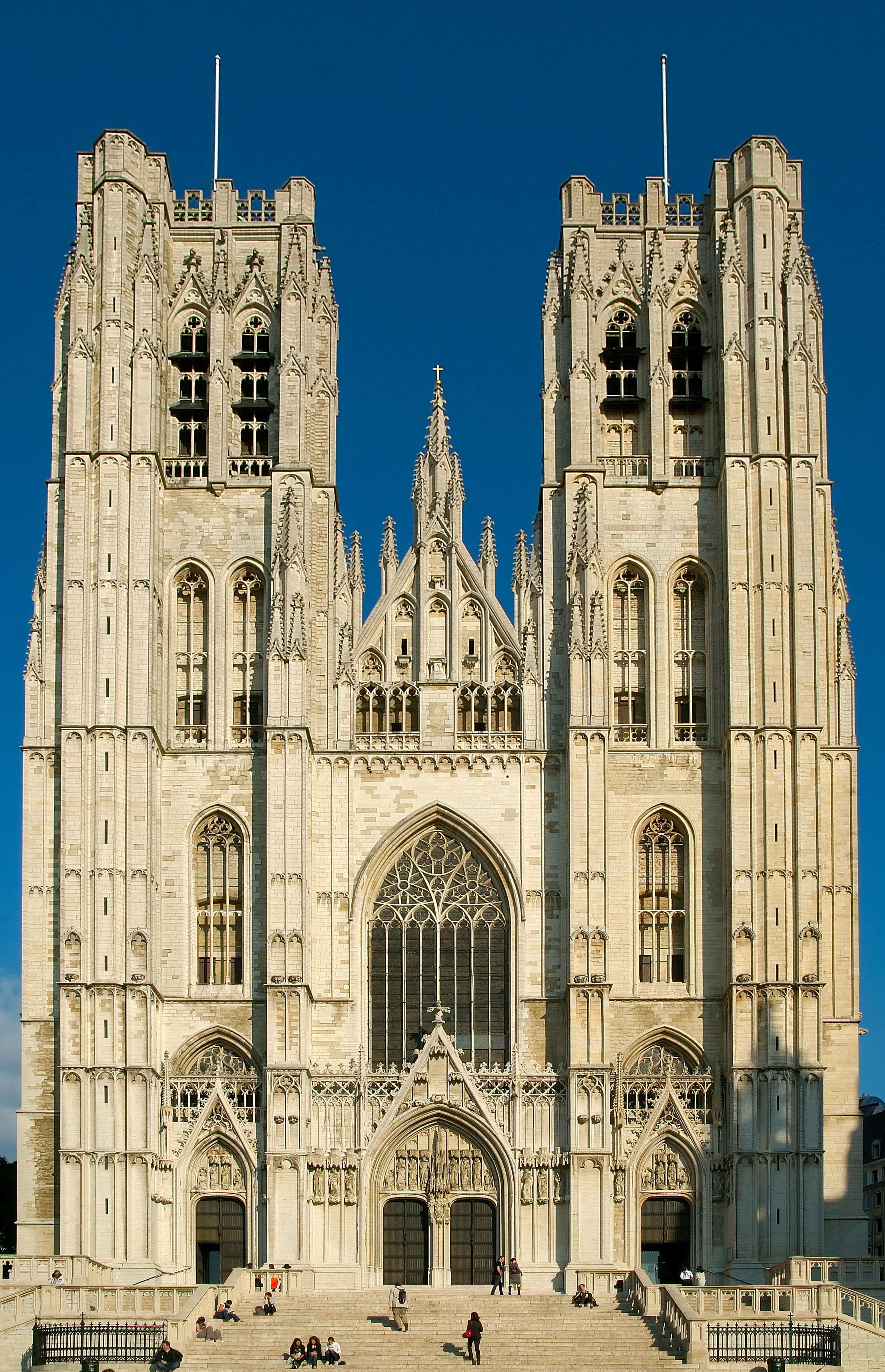
Kathedrale St. Michael und St. Gudula in Brüssel

Die römisch-katholische Kirche ist die traditionsreichste und zahlenmäßig größte Kirche Belgiens. Ihre Anerkennung vom belgischen Staat wurde bereits bei der Gründung Belgiens 1832 festgelegt. Vorher war sie schon seit 1802 in Frankreich (Konkordat von 1801 zwischen Papst Pius VII. und dem ersten Konsul Napoleon Bonaparte) und den Niederlanden anerkannt.
Das Oberhaupt der römisch-katholischen Kirche in Belgien ist der belgische Primas Erzbischof Jozef De Kesel. Erzbischof De Kesel steht dem Erzbistum Mecheln-Brüssel vor, welchem sieben Suffraganbistümer unterstehen, die zusammen Belgien umfassen.
Nur rund 8–10 % der belgischen Bevölkerung sind praktizierend römisch-katholisch.

#### Katholische Lehre
Die katholische Kirche unterhält in Belgien das größte nicht staatliche Schulsystem. An der Spitze des Systems stehen die diversen katholischen Universitäten, Fakultäten und Hochschulen wie:
- Facultés Universitaires Saint-Louis (Brüssel)
- Université catholique de Louvain
- Facultés universitaires catholiques de Mons
- Facultés universitaires Notre-Dame de la Paix
- Katholische Universität Brüssel
- Katholieke Universiteit Leuven

Siehe auch Liste der Universitäten in Belgien

### Protestantisch-Evangelische Kirche
Die Protestantische-Evangelische Kirche ist eine ebenfalls sehr traditionsreiche, zahlenmäßig jedoch weitaus weniger bedeutsame Kirche Belgiens. Ihre Anerkennung vom belgischen Staat wurde wie die der römisch-katholischen Kirche bei der Gründung Belgiens 1832 festgelegt. Sie war ebenso schon vor der Gründung Belgiens in Frankreich und in den Niederlanden anerkannt. 2003 wurde die Anerkennung von der Vereinigten Protestantischen Kirche von Belgien auf den Administratieve Raad van de Protestants-Evangelische Eredienst/Conseil Administratif du Culte Protestant-Évangélique übertragen.
Die Protestantische-Evangelische Kirche Belgiens zeichnet sich durch ihre Vielfalt aus. So findet man in Belgien über 500 Protestantische-Evangelische Kirchen. Neben der protestantischen Kirche Belgiens, der reformierten Kirche Belgiens und der Niederländisch-reformierten Kirche Belgiens finden der Evangelikalismus, die Pfingstbewegung und andere Charismatische Bewegung auch in Belgien stets mehr Anhänger.

#### Protestantische Lehre
- Fakultät für protestantische Theologie (französisch Faculté universitaire de Théologie protestante, niederländisch Faculteit voor Protestantse Godgeleerdheid[14]
- Evangelische Theologische Faculteit (Löwen) – (niederländisch Evangelische Theologische Faculteit (ETF)[15])
- Continental Theological Seminary in Sint-Pieters-Leeuw[16]

#### Baptisten
Baptisten gibt es in Belgien seit Ende des 19. Jahrhunderts. Die 23 autonomen Ortsgemeinden mit zirka 1100 Mitgliedern gehören zur 1922 gegründeten Union des Baptistes en Belgique (niederländisch: Unie van Baptisten in België; deutsch: Union der Baptisten in Belgien). Die Union der Baptisten in Belgien ist Teil der Evangelisch-Protestantischen Kirche. Bis 1997 wurden Baptisten oft als Sekte angesehen.

### Anglikanische Kirche
Die Anglikanische Kirche Belgiens wurde 1870 durch König Leopold I. vom belgischen Staat anerkannt.
König Leopold I. wollte durch die Anerkennung der Anglikanischen Kirche Großbritannien gefallen und somit die belgische Souveränität festigen.
Seit 1875 wird die Anglikanische Kirche durch das Zentrale Komitee der Anglikanischen Kirche Belgiens (engl. Committee of the Anglican Church in Belgium) beim belgischen Staat repräsentiert.

### Orthodoxe Kirche
Die Orthodoxe Kirche Belgiens, die seit 1985 staatlich anerkannt ist, hat etwa 50.000 Gläubige. Das Oberhaupt der Orthodoxen Kirchenprovinz Belgiens ist der Metropolit Panteleimon von Belgien.

#### Metropolit Panteleimon (Kontogiannis) von Belgien
Panteleimon Kontogiannis wurde 1935 in Chios geboren. 1974 wurde er zum Hilfsbischof des Metropoliten Emilianos Zacharopoulos von Belgien gewählt. Die Heilige Synode des Ökumenischen Patriarchats wählte ihn am 23. Dezember 1982 einstimmig zum Metropoliten Belgiens und Exarchen der Niederlande und von Luxemburg.

#### Das Erzbistum
1963 wurde nach dem Tod von Erzbischof Athenagoras (Kavadas) von Thyateira Europa in unabhängige Erzbistümer geteilt. Belgien und Luxemburg gehörten ab 1963 zum Erzbistum Frankreich. 1969 schuf das Ökumenische Patriarchat ein unabhängiges Erzbistum Belgien, Niederlande und Luxemburg, mit Sitz in Brüssel. Metropolit Emilianos Zacharopoulos wurde der erste Metropolit von Belgien. 1982 wurde Emilianos Zacharopoulos Metropolit von Kos und Panteleimon Kontogiannis wurde der zweite Metropolit von Belgien. Metropolit Panteleimon arbeitete seit seiner Weihe an einer Anerkennung der Orthodoxen Kirche durch den Belgischen Staat. Am 23. Januar 1985 wurde die Orthodoxe Kirche durch königlichen Erlass vom Belgischen Staat anerkannt. Der Metropolit-Erzbischof des Ökumenischen Patriarchats von Konstantinopel oder dessen Stellvertreter wird durch den Belgischen Staat als repräsentatives Organ der gesamten Orthodoxen Kirche anerkannt.
Die orthodoxe Kathedrale steht in Brüssel.

## Freidenker
Die Freidenker (auch Humanisten) stellen laut Umfrage 2006 den größten Teil (etwa 50 %) der belgischen Gesellschaft. Sie wurden 1993 als Freigeistige Weltanschauungsgemeinschaft die jüngste vom belgischen Staat anerkannte Weltanschauungsgemeinschaft. Die belgischen Freidenker werden durch den Zentralen Freigeistigen Rat (französisch Conseil central Laïque, niederländisch Centrale Vrijzinnige Raad'; Langform: Zentraler Rat der nichtkonfessionellen weltanschaulichen Gemeinschaften Belgiens VoE, französisch Conseil Central des Communautés Philosophiques non Confessionnelles de Belgique (C.C.L.) asbl, niederländisch Centrale Raad der Niet – Confessionele Levensbeschouwelijke Gemeenschappen van België (C.V.R.) v.z.w.) dem Staat gegenüber vertreten.

## Islam

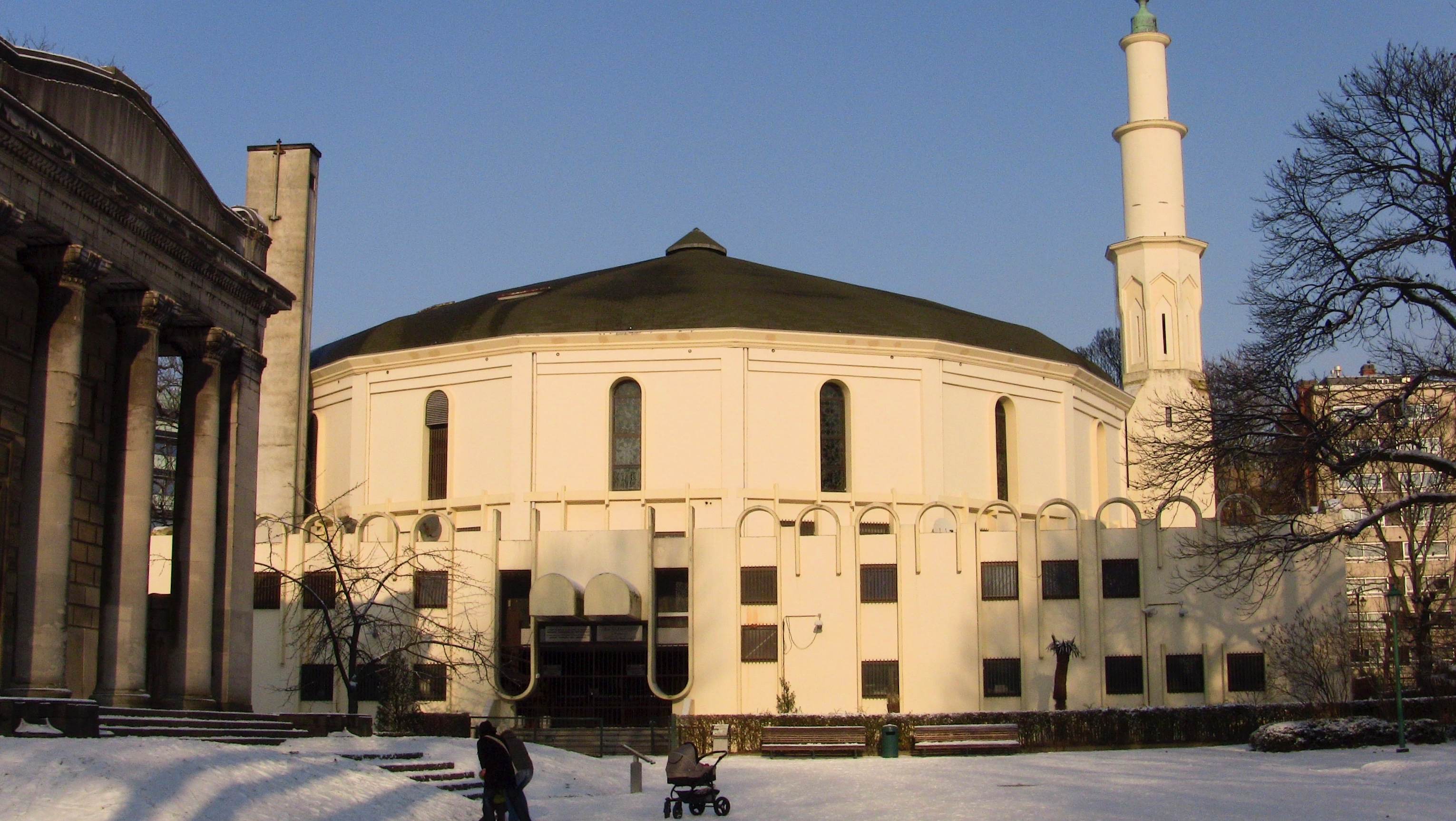
Große Moschee von Brüssel

Der Islam ist mit etwa 400.000 Gläubigen Belgiens zweitgrößte Religionsgemeinschaft. Die Muslime Belgiens sind größtenteils (etwa 90 %) Immigranten oder deren Nachkommen. Etwa 10 % der Muslime sind konvertiert. Etwa 40 % der Muslime wohnen in der Hauptstadt Brüssel, wo sie 17 % der Bevölkerung darstellen.
Etwa ein Drittel der immigrierten Muslime Belgiens sind von türkischer und etwa zwei Drittel marokkanischer Herkunft. Weitere Herkunftsländer sind Albanien, Pakistan, Ägypten sowie die anderen maghrebinischen Länder (Tunesien, Algerien etc.). Die Muslime Belgiens sind größtenteils Sunniten.
Die Exekutive der Muslime Belgiens (niederländisch Executieve van de Moslims van België, französisch Exécutif des musulmans de Belgique) ist das repräsentative Organ der Muslime dem Staat gegenüber. Die Exekutive der Muslime Belgiens wurde 2005 in einer allgemeinen Wahl erneuert. Wegen Streitigkeiten zwischen den verschiedenen ethnischen Gruppen, ist die türkische Gemeinschaft heute in der Exekutive übermäßig stark vertreten.

## Judentum

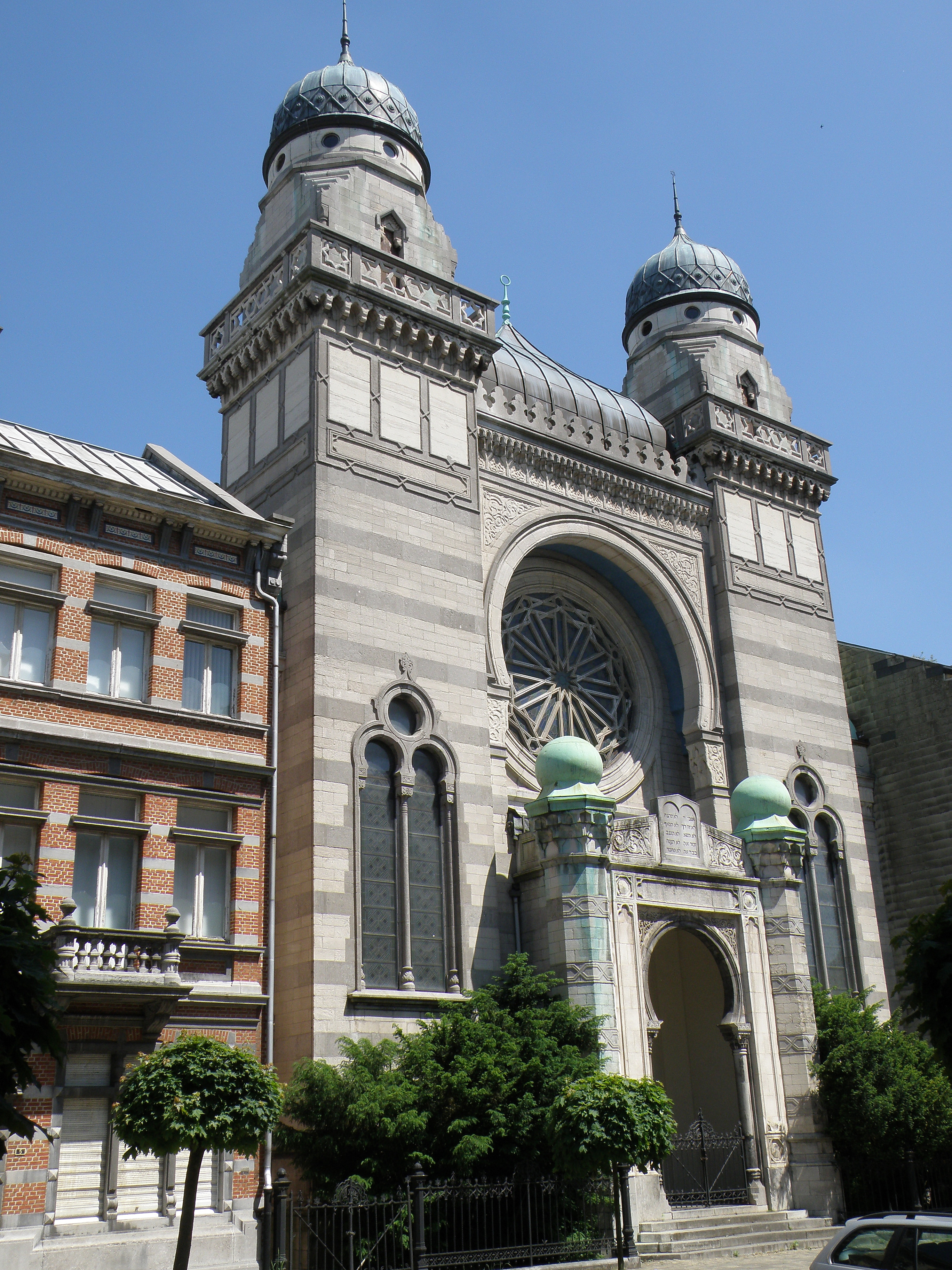
Holländische Synagoge in Antwerpen

Die Jüdische Religion ist eine seit der Gründung Belgiens 1832 vom Staat anerkannte Religionsgemeinschaft. Das repräsentative Organ der Jüdischen Religion ist das Zentrale Israelitische Konsistorium (frz. Consistoire Central Israélite de Belgique, ndl. Centraal Israëlitisch Consistorie).
Belgien zählt etwa 31.400 Juden.
Es gibt gegenwärtig 16 anerkannte jüdische Gemeinschaften:
- Antwerpen (drei Gemeinschaften)
- Arlon
- Brüssel (sechs Gemeinschaften)
- Charleroi
- Gent
- Knokke
- Lüttich
- Ostende
- Waterloo

Weitere Information zur Geschichte der Juden in Belgien bei der Fondation de la Mémoire contemporaine.

## Buddhismus
Der Buddhismus hat 30.000 bis 50.000 Anhänger in Belgien. Die Vereinigung der Belgischen Buddhisten hat 2005 Kontakte mit dem Justizminister aufgenommen, um eine staatliche Anerkennung zu erreichen. Ein Antrag auf Anerkennung als Weltanschauungsgemeinschaft wurde am 20. März 2006 eingereicht und die Föderalregierung hat das Verfahren am 30. März 2007 begonnen. Seit 2008 werden der Vereinigung per Gesetz vorläufige Subventionen gewährt.

## Sekten
In Belgien gibt es seit 1998 Gesetze gegen Sekten. Man hat ebenfalls eine Beratungseinrichtung eingerichtet, das Centre d’information et d’avis sur les organisations sectaires nuisibles (CIAOSN). Diese Einrichtung ist beauftragt den Schaden der Sekten und deren internationale Vernetzung zu studieren. Etwa 20 % der Fragen an das CIAOSN kommen von staatlichen Organisationen (Polizei, Justiz etc.), der Rest der Fragen an das CIAOSN entstammen von Privatpersonen.
Unter „schädlicher Sekte“ versteht das belgische Gesetz:
„Jegliche Gruppierung philosophischer oder religiöser Art oder die sich als solche ausgibt, die in der Organisation oder in der Ausübung gesetzeswidrige, schädliche Aktivitäten gegen Individuen oder die Gesellschaft entwickelt oder Aktivitäten entwickelt, die die menschliche Würde antasten“.
In Belgien gibt es keine offizielle Liste gefährlicher Sekten. Um die Politik in Sachen schädlicher Sekten zu ermöglichen, gibt es jedoch eine parlamentarische Untersuchung in Sachen illegaler Aktivitäten der Sekten und deren Schaden. Der Bericht der Untersuchung kann bei der belgischen Kammer eingesehen werden.